# Don Casey
Lawrence Donald Casey, detto Don (Collingwood, 17 giugno 1937), è un allenatore di pallacanestro statunitense, professionista nella NBA e in Italia.